# Biblioteca Valenciana Digital
La Biblioteca Valenciana Digital (BIVALDI) es un repositorio de documentos digitales normalizados y de recursos de información en el que se incluyen tanto las obras integrantes del patrimonio bibliográfico valenciano creadas en formato digital como las versiones digitales de las obras integrantes del patrimonio bibliográfico valenciano, así como obras de especial relevancia relacionadas con la cultura de la Comunidad Valenciana, para facilitar su preservación, difusión y comunicación pública a través de Internet desde su portal web, así como otros servicios no presenciales, siguiendo pautas internacionales, y de forma destacada cuenta con un repositorio de acceso libre (OAI, Open Archives Initiative).
Mayoritariamente sus fondos son versiones digitales de las obras pertenecientes a las colecciones de la Biblioteca Valenciana, institución que tiene el mandato de impulsar la digitalización de sus obras e integrarlas en BIVALDI, respetando los derechos de propiedad intelectual, y en menor proporción también incorpora obras de otras entidades.
El proyecto se inició en 2001 y en mayo de 2002 se puso en marcha el portal público bajo la dirección de la Biblioteca Valenciana Nicolau Primitiu, institución de la Generalidad Valenciana que es cabecera del sistema bibliotecario valenciano.
Es la primera biblioteca digital pública que se creó en España, con un fondo propio digitalizado, una unidad de la Biblioteca Valenciana dedicada al proyecto y una empresa externa contratada para el desarrollo y mantenimiento del aplicativol que soportaba el portal web y la base de datos bibliográfica con sus objetos digitales, desde 2001, si bien anteriormente se desarrollaron proyectos de entidades privadas españolas que ofrecían portales digitales públicos, también bibliotecas virtuales que ofrecían enlaces a recursos de internet alojados en repositorios externos y experiencias sobre las llamadas "autopistas de la información", que alrededor del inicio del milenio se desarrollaron para comunicar repositorios digitales dispersos.

## Características
En la Biblioteca Valenciana Digital tienen cabida las obras literarias y científicas valencianas más relevantes y significativas, así como aquellas otras que son de interés para el desarrollo cultural y la investigación científica sobre el patrimonio bibliográfico, histórico y cultural de la Comunidad Valenciana. 
Permite la consulta no solo de las obras nacidas digitales y de las versiones digitalizadas de las obras físicas, sino también de transcripciones, traducciones, bibliografías, biografías de autores, estudios especializados en algunas de las obras y sus impresores, entre otros.  
Existe un número reducido de registros bibliográficos que enlazan con obras digitales de otras instituciones, bajo acuerdo, como por ejemplo ciertas publicaciones del Museo de Prehistoria de Valencia, como por ejemplo la monografía "Els diners van i vénen" en lengua castellana y valenciana, igualmente y en cantidad muy reducida se recogen obras de dominio público ya digitalizadas y difundidas en repositorios públicos de las cuales la Biblioteca Valenciana Nicolau Primtiu guarda una copia física en sus depósitos, ofreciendo la posibilidad de consultarlas a través de enlaces externos y sumando objetos digitales propios de las ediciones guardadas en San Miguel de los Reyes, como por ejemplo la Historia de la Guerra europea de 1914 (1920?) de Vicente Blasco Ibáñez. 
Además, el portal "Bibliotecas de autor" cuenta con varios apartados centrados en el estudio de destacados autores o intelectuales valencianos (Ausiàs March, Vicente Blasco Ibáñez, Joan Lluís Vives, Gregorio Mayans, Jorge Juan entre otros) y también se incluyen bibliotecas temáticas sobre la Orden de Montesa y la celebración del 600 aniversario de la creación de la Diputación del General del Reino de Valencia.

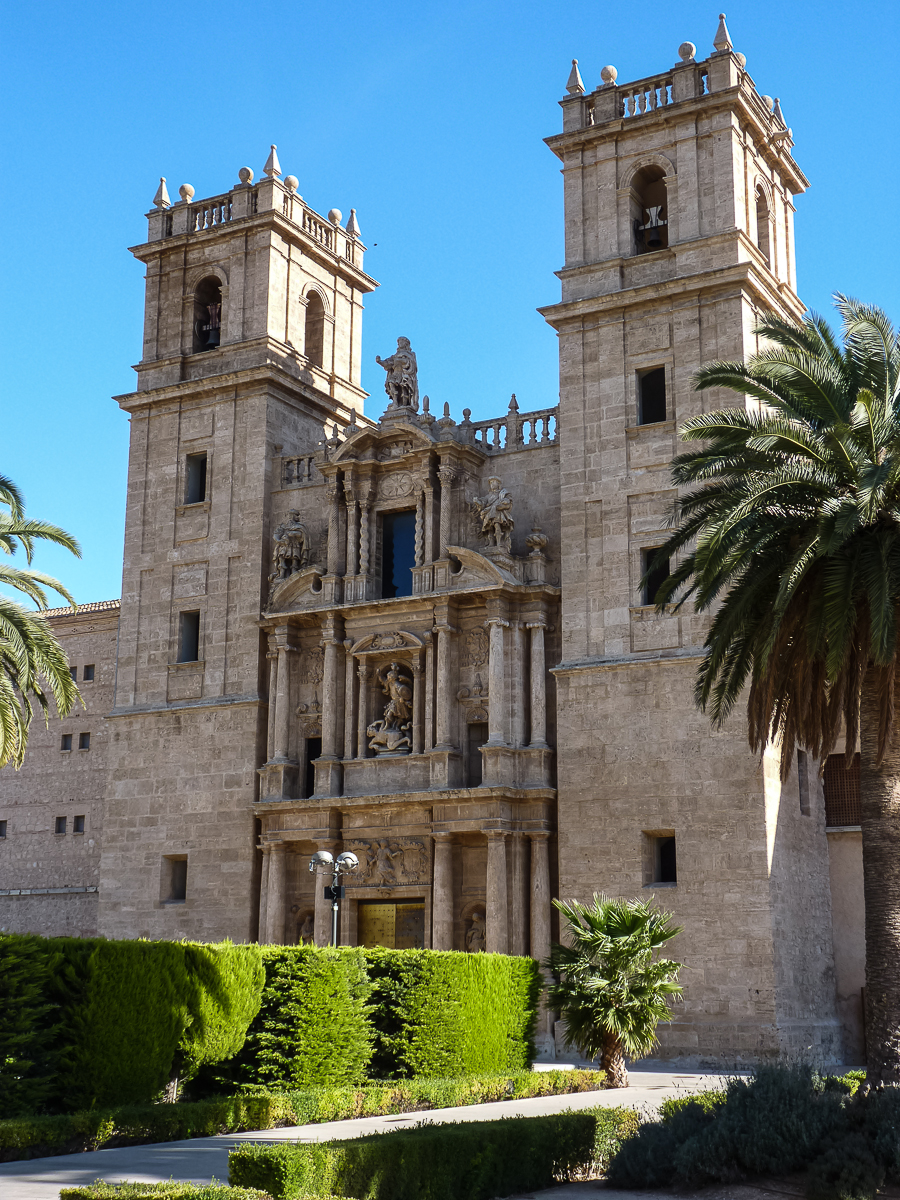
Portada del monasterio

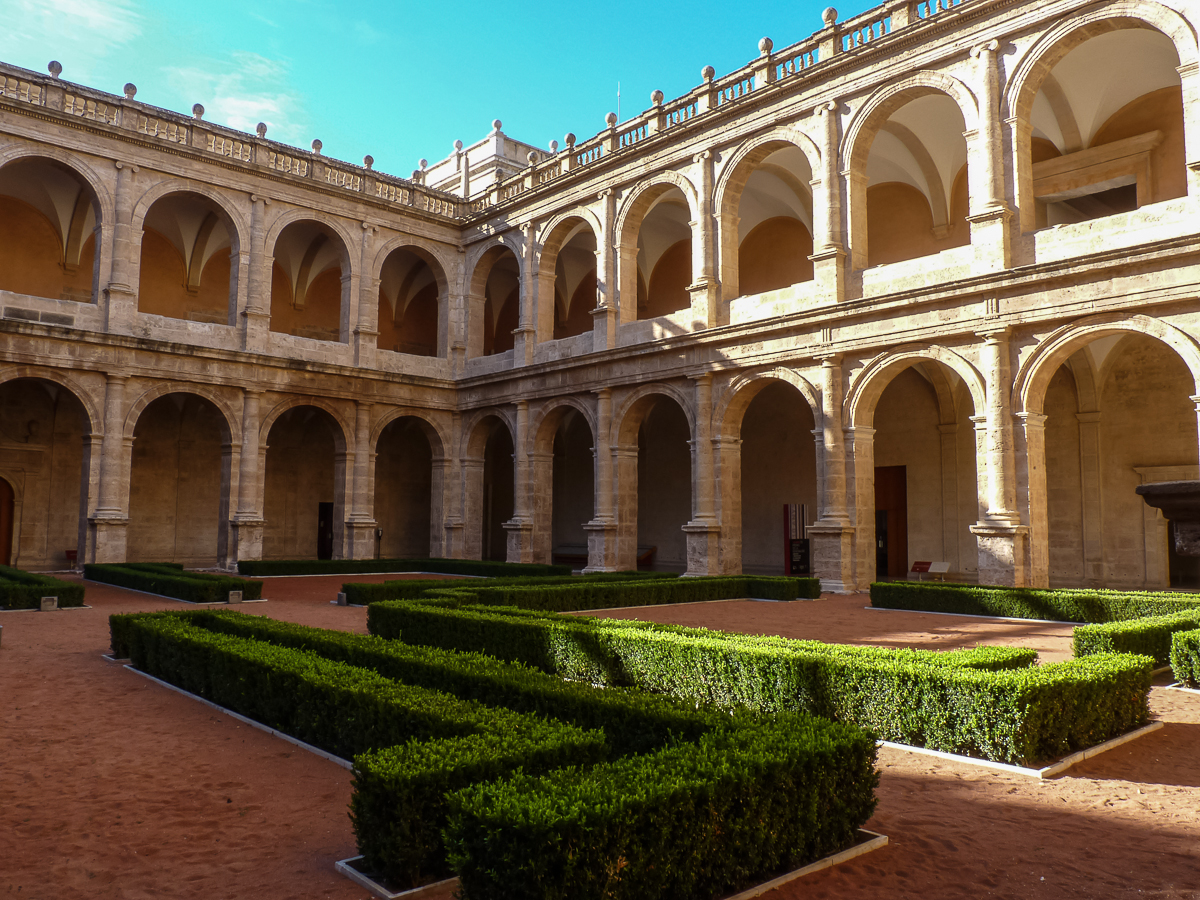
Vista de uno de los claustros

La Biblioteca Valenciana Digital participa en proyectos nacionales como la Biblioteca Virtual del Patrimonio Bibliográfico, Hispana, la Biblioteca Virtual Miguel de Cervantes, la Biblioteca Virtual de Prensa Histórica o internacionales como la Biblioteca Digital Europea (Europeana) y la Biblioteca Digital Mundial (WDL).
Actualmente cuenta con más de 7600 registros bibliográficos conteniendo alrededor de 20 000 documentos que abarcan el período comprendido entre el siglo XII y el siglo XXI, con cerca de 900 000 objetos digitales JPG, PDF , TIFF y de otros formatos.
El Fondo Antiguo se organiza en colecciones de manuscritos, 53 incunables y monografías con auténticas joyas relacionadas con la génesis y desarrollo del Reyno de Valencia, la ciudad de Valencia y con la Corona de Aragón, entre otras materias históricas disponibles para la consulta pública en la web.
Las colecciones del Fondo de Hemeroteca destacan por su antigüedad, siglo XVIII y por la importancia de los títulos, e incluyen una colección específica dedicada a la prensa satírica valenciana del siglo XIX y principios del XX denominada Galaxia Traca. 
Sobresale  también la calidad y variedad de los fondos gráficos digitalizados, que abarcan documentos fotográficos, grabados, tarjetas postales, carteles, materiales efímeros históricos, mapas, etc. que BIVALDI también difunde a través de su usuario de la red social Pinterest (BIVALDI). Las colecciones de fotografías de la familia Roglà sobre municipios, usos y costumbres de la Comunidad Valenciana y del fotógrafo Finezas sobre la retaguardia republicana en València durante la guerra civil española merecen una mención especial. Además cuenta con fondos digitales legados por otras organizaciones.
Se gestiona de forma normalizada sus registros bibliográficos con la aplicación DigiBib, adaptada a las prescripciones de MARC 21, XML, Dublin Core RDF, METS, EDM 5.2.4 (Europeana Data Model) y LOD (Linked Open Data), destacando la creciente modernización en la construcción de metadatos, que incluyen anotaciones incrustadas en los objetos digitales (metadatos internos), y normalizaciones relativas a la preservación digital a largo plazo PREMIS en los objetos digitales generados durante la campaña de digitalización externa 2018 y fondo de hemeroteca.
Participa en las campañas de digitalización de la Biblioteca Valenciana , coordinando aspectos técnicos, e incluye en su portal web información específica sobre estos procesos y los expedientes que los desarrollan y describen tanto desde la vertiente administrativa (expediente de contratación) como de la tecnológica, obteniendo unos resultados de gran calidad asimilables a normalizaciones METAMORFOZE y FADGI, y una digitalización con "perspectiva arqueológica": término que califica el proceso que reúne de forma ordenada todas las instancias del objeto físico, desde cubiertas y guardas a lomos y evitando recortar los márgenes de las páginas, por ejemplo, incluyendo una carta de color normalizada que viene acompañada por una descripción física en el registro bibliográfico, de esta forma además de su contenido su intenta preservar el continente de acuerdo a las posibilidades tecnológicas actuales.

## Organización
La Biblioteca Valenciana Digital es un proyecto de la Biblioteca Valenciana, cabecera del sistema bibliotecario valenciano, institución de la Generalidad Valenciana.

## Sede
La Biblioteca Valenciana Digital (BIVALDI) tiene su sede en la Biblioteca Valenciana, avenida de la Constitución, 284 en Valencia (Comunidad Valenciana, España), dentro del conjunto histórico-artístico declarado Bien de Interés Cultural del Monasterio de San Miguel de los Reyes, donde cuenta con áreas de proceso técnico, digitalización y depósitos.